# Jean François Hue
Jean François Hue (Saint-Arnoult-en-Yvelines, 2 dicembre 1751 – Parigi, 26 dicembre 1823) è stato un pittore francese, operante tra il XVIII e il XIX secolo specializzato in quadri di paesaggi e in quadri di ambientazione marina.

## Biografia

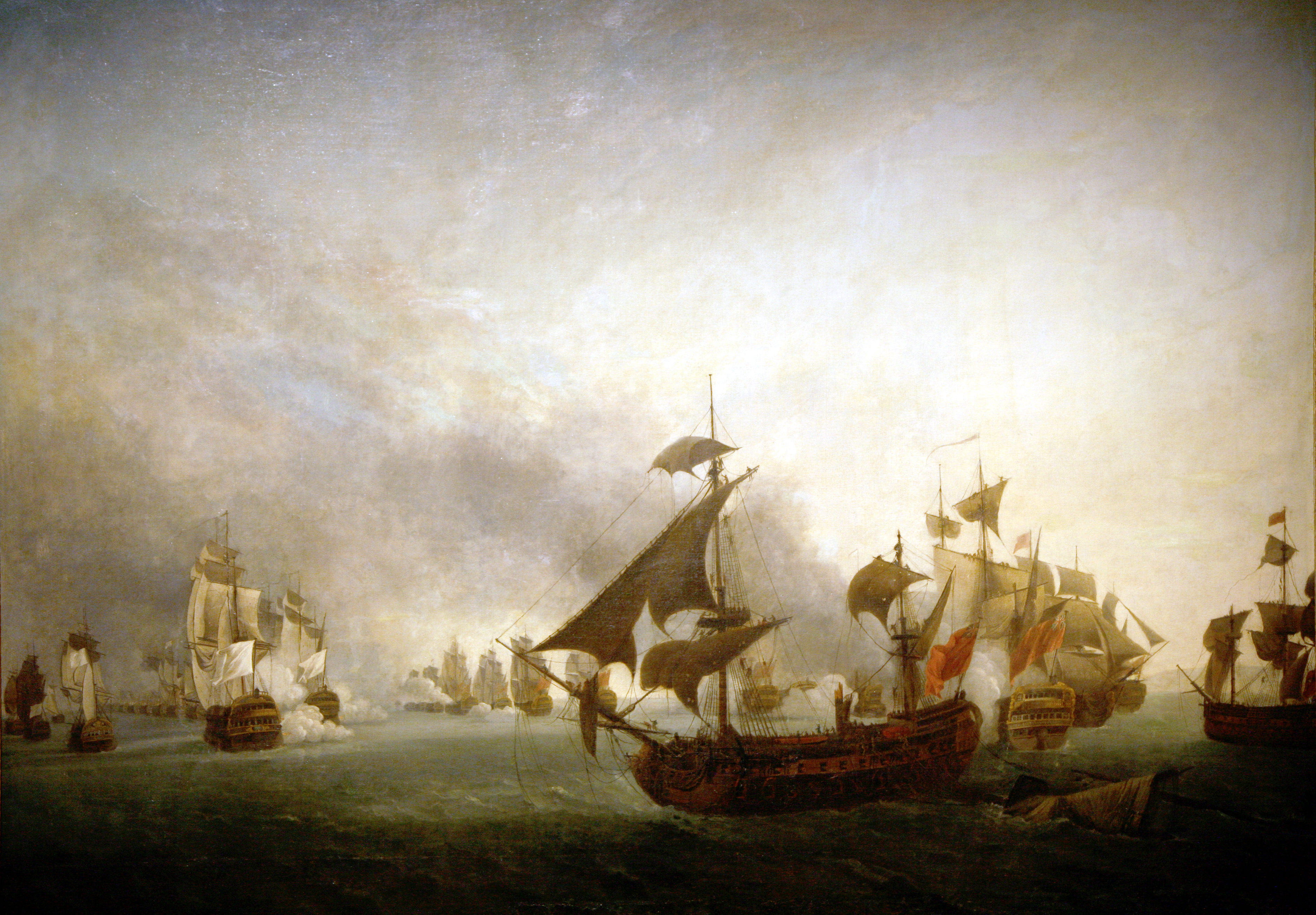
La bataille de Grenade, Musée national de la Marine, Parigi.

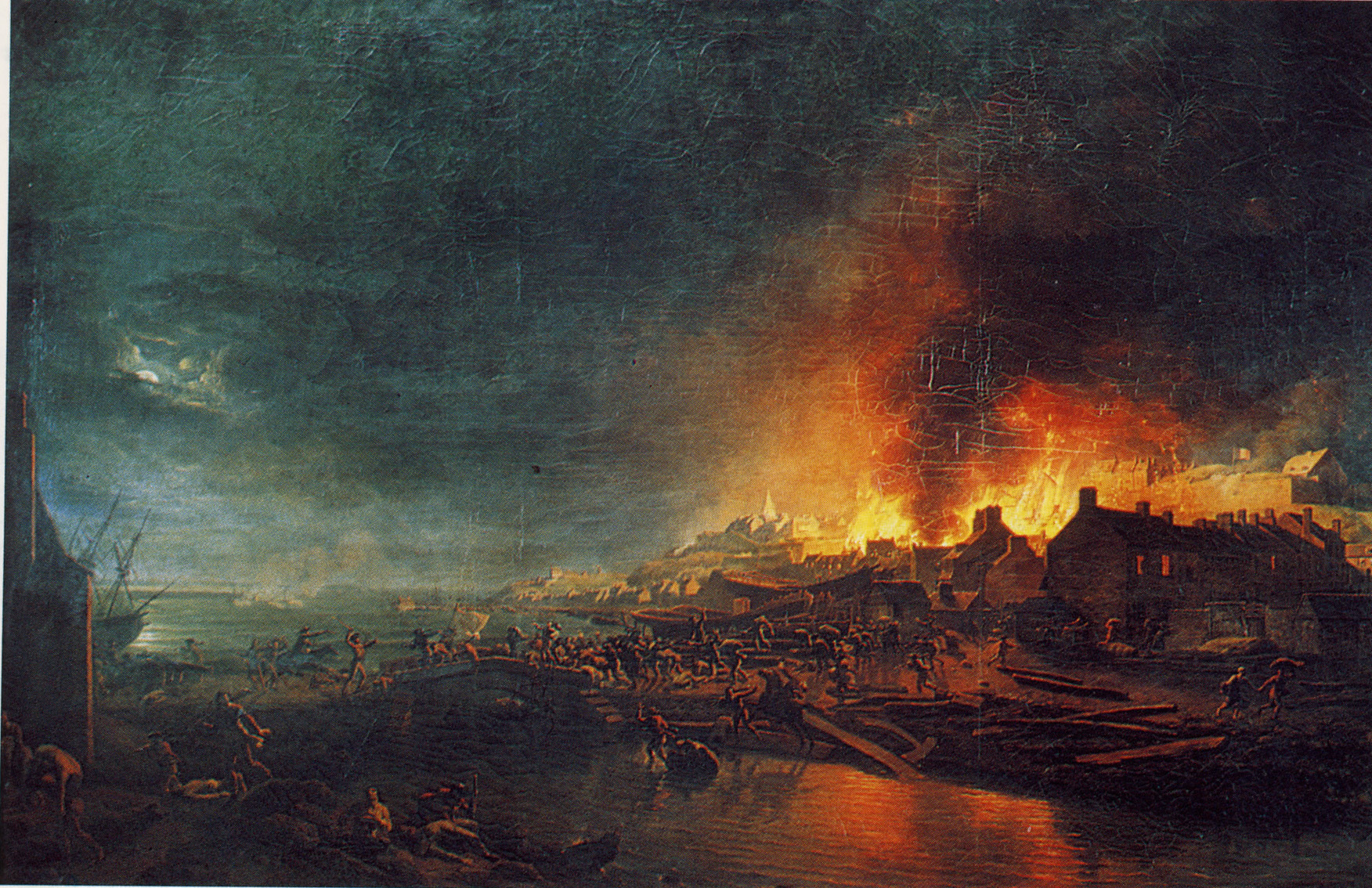
L'incendie de Granville par les Vendéens, 1800, Historial de la Vendée (Les Lucs sur Boulogne)

Nacque a Saint-Arnoult-en-Yvelines, vicino a Chartres, il 2 dicembre 1751. Appassionatosi alla pittura abbandonò la casa paterna e si trasferì dapprima a Versailles, e poi a Parigi. Monsieur Silvestre maestro di disegno dei principi della famiglia reale seguì i suoi progressi, e nel 1782 fu ammesso all'Académie royale de peinture et de sculpture grazie a un suo dipinto, Vue prise dans la forêt de Fontainebleau. Le principali fonti di ispirazione per i suoi quadri erano i grandi viaggi che compiva. I suoi gusti in fatto di dipinti vennero notati da Claude Joseph Vernet, ed egli divenne allievo di Gabriel-François Doyen. Entrò successivamente nell'atelier di Vernet dove confermò il suo talento di pittore e paesaggista dipingendo Quatre vues du château de Mousseaux et de ses jardins (non datato, dimensioni: 74,8 X 85,8 cm). A Parigi strinse solida e duratura amicizia con il paesaggista Simon Mathurin Lantara, che gli fu prodigo di consigli. Dopo la morte di Vernet egli ambiva ad essere nominato pittore di Corte, ma non godendo di nessuna protezione politica ne di un mecenate che lo appoggiasse finanziariamente, la cosa si rivelò impossibile. Dopo lo scoppio della rivoluzione francese sopravvisse agli orrori del regime del terrore proprio perché non era mai stato legato strettamente alla monarchia.
Nel 1791 l'Assemblea nazionale costituente gli chiese di terminare la serie di dipinti nota come vues des ports de mer de France che, iniziata da Vernet nel 1753, era stata abbandonata dal pittore nel 1765. Tali dipinti erano esposti presso la galleria del palazzo del Lussemburgo.
Divenuto consigliere dell'Accademia, tra il 1792 e il 1798 realizzò una serie di sei dipinti sul tema dei porti della Bretagna. Si spense a Parigi il 26 dicembre 1823.

## Galleria di dipinti

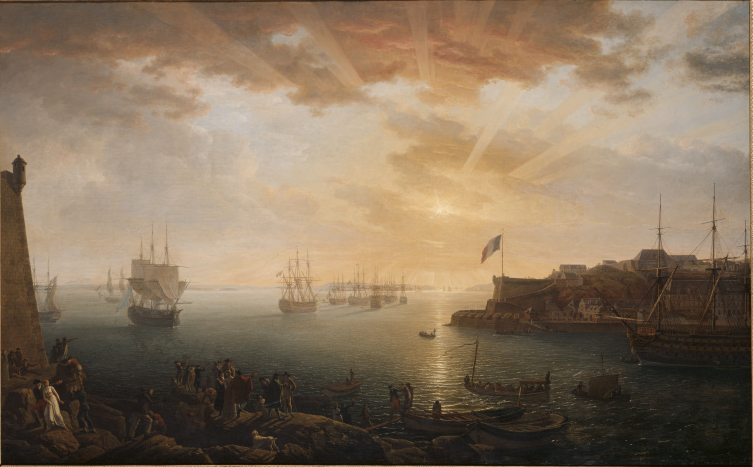
Vue de la rade de Brest, prise au bas de la batterie du château (par Jean-François Hue [1751-1823], Parigi, Senato – palazzo del Lussemburgo)
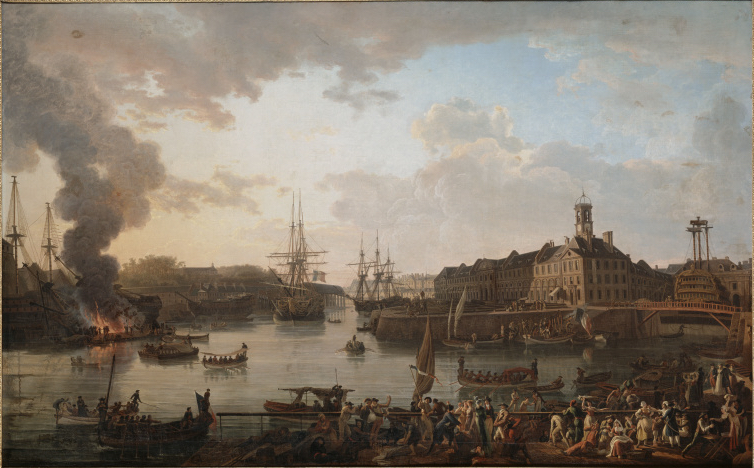
Brest : vue de l'intérieur du port de Brest prise de la cale ouverte (par Jean-François Hue [1751-1823], Parigi, Senato – palazzo del Lussemburgo)
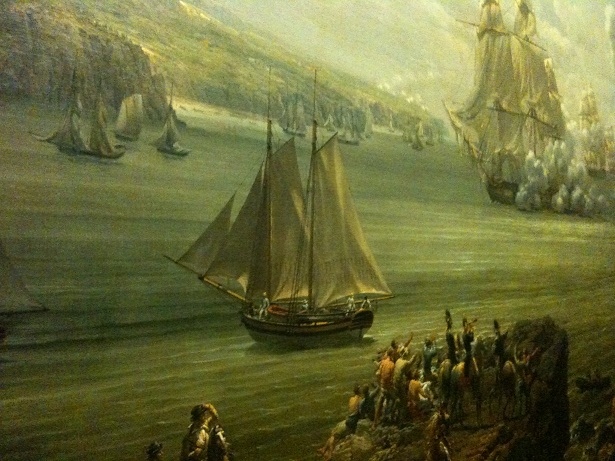
Jean-François Hue Port de Brest 1793
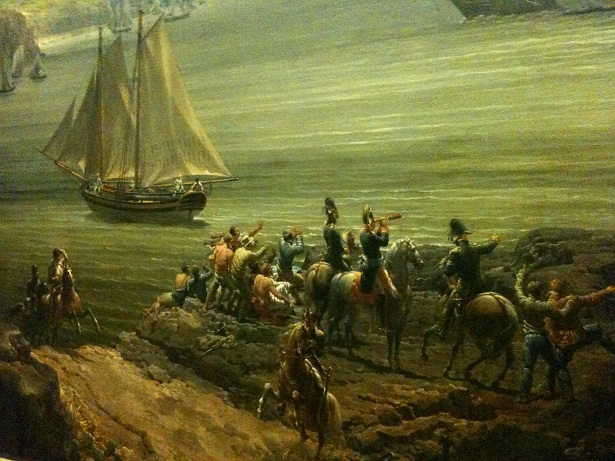
Jean-François Hue Port de Brest 1793
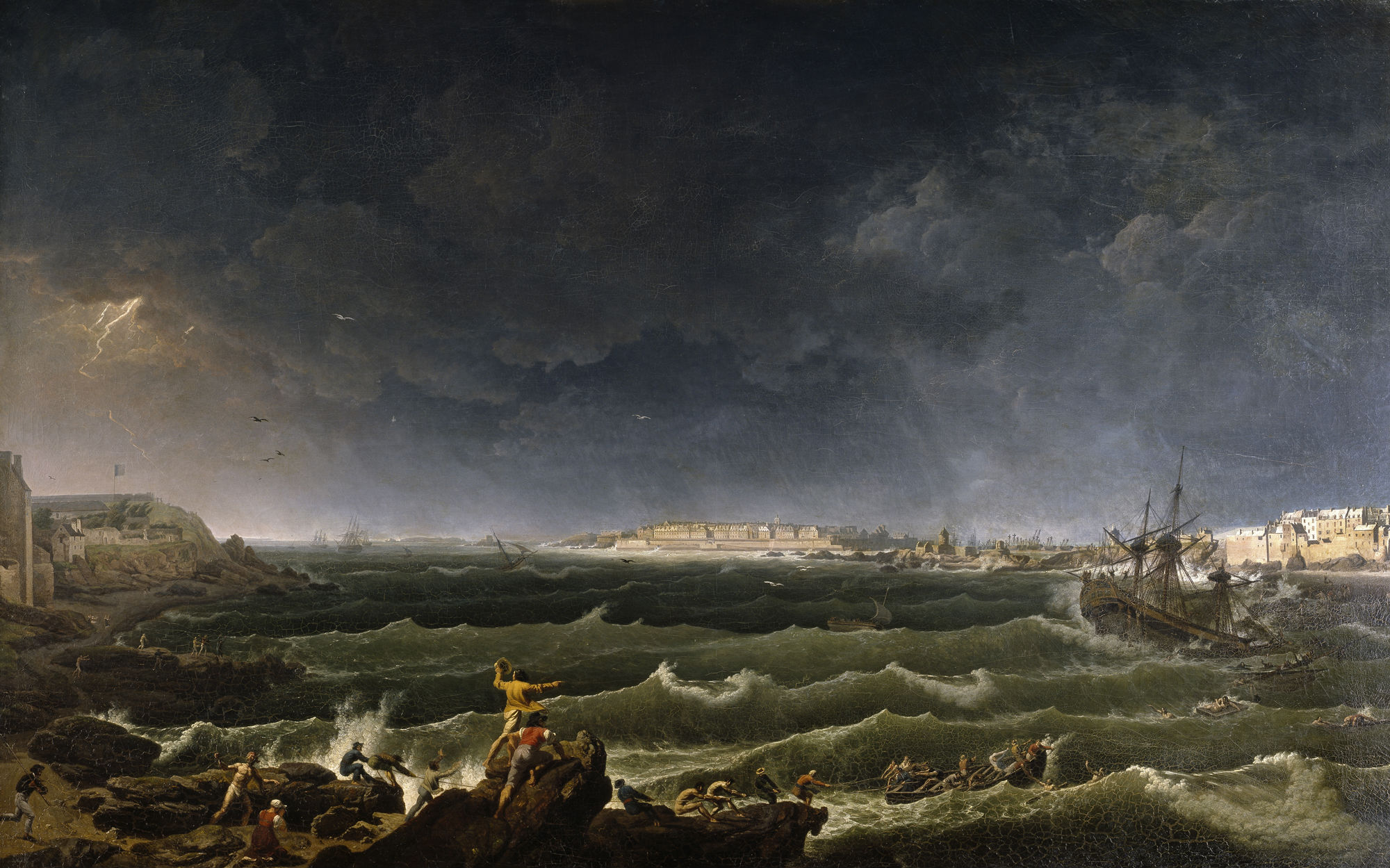
Naufragio durante una tempesta davanti alla rada e al porto di Saint Malo
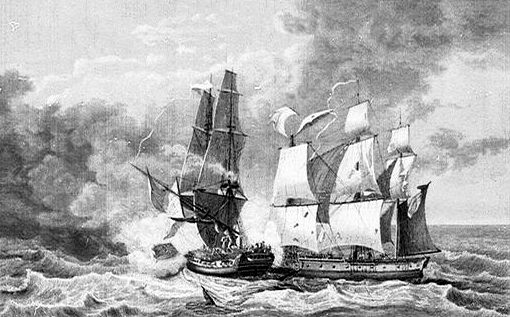
Combattimento tra la fregata inglese Ambuscade e la corvetta francese Bayonnaise